# Pieterszorg
Pieterszorg (ook wel gespeld Pieterzorg) was een suikerrietplantage aan de Commewijnerivier in het district Commewijne in Suriname. Zij lag links bij het opvaren, stroomafwaarts naast plantage Leyerdorp en stroomopwaarts naast plantage Rust en Werk.

## Geschiedenis

### Suikerrietplantage
De plantage werd, samen met de buurplantage Andreesgift, als een van de laatste in het Commewijnegebied aangelegd. Op de kaart van Alexander de Lavaux uit 1737 en de aangepaste versie van 1770 stonden de plantages wel ingetekend, maar hadden ze nog geen naam. Andreesgift werd aangelegd door Gerard Adriaan André en Pieterszorg door zijn broer Marinus Pieter.
De beide plantages werden op den duur samengevoegd. In 1793 was de oppervlakte van Pieterszorg 916 akkers. Hiervan was 416 akkers van Andreesgift en 500 akkers van Pieterszorg.
Na het overlijden van Marinus Pieter werden zijn drie schoonzonen de eigenaren. Dit waren Anton Wharton White, Edward Wylde en Joachim Cooper Hayward. De laatste eigenaar was M.A. Grubbe. De laatste twee hebben hun aandeel tussen 1843 en de emancipatie in 1863 verkocht. Wel werd Wilhelm Eduard Ruhmann als derde eigenaar genoemd.
Bij de afschaffing van de slavernij in Suriname (1863) werden op Pieterszorg 118 slaven vrijgemaakt, waarbij 23 nieuwe familienamen werden geboekstaafd, te weten: Adnis, Biljoen, Blatz, Block, Christianussen, Doest, Goedig, Huske, Livino, Maasdam, Mactosh, Niemel, Pieterszorg, Platof, Reckerts, Reginald, Rustman, Schalkwijk, Sluitman, Snelvoet, Veerhuis, Whyte, Zwellert.

### Cacaoplantage
Pieterszorg werd daarna verkocht aan de familie Polak die overschakelde op de teelt van cacao. Voor de schaduw werd banaan als bijproduct verbouwd. Het areaal dat in cultuur was, werd langzaam uitgebreid, mede doordat de plantage genoeg arbeiders bleef houden. Vanaf 1904 was de plantage een Naamloze Vennootschap. Tevergeefs probeerde men de in Nederland verblijvende eigenaren te interesseren in het contract dat gesloten werd met de United Fruit Company voor de grootscheepse teelt van banaan.
In 1910 was H. Benjamins de eigenaar. Van 1925 tot 1937 was de plantage in het bezit van G. van Dien jr. Als N.V. Cultuurmaatschappij Pieterszorg was het een koffieplantage geworden. Het kantoor van Van Dien verzorgde ook de administratie voor Zorg en Hoop en voor La Liberté.
De plantage werd tijdens en vlak na de Tweede Wereldoorlog sterk verwaarloosd. In 1947 kwam de plantage in het bezit van de firma Jamin. Samen met Elisabeth's Hoop, Berlijn, Maasstroom en Rust en Werk werd het één grote onderneming, de Verenigde Cultuur Maatschappijen N.V. Het was de bedoeling om de plantage opnieuw te ontginnen en te beplanten met cacao, als grondstof voor de chocolade-industrie. Een aantal extreem droge seizoenen in de jaren zestig ruïneerde de oogsten en maakte aan deze poging een einde.
A la bonne heure · Anna's Zorg · Akkerboom · Alliance · Alkmaar · Andresa · Auka · Andreesgift · Bantaskine · Barbados · Batavia · Beekenhorst · Belladrum · Bellevue · Belwaarde · Beninenburg · Berg en Dal · Bergen op Zoom · Berlijn (Commewijne) · Berlijn (Para) · Bethlehem · Boksweide · Boston · Botany Bay · Boxel · Bronswijk · Brouwerslust · Bruinendaal · Bucklebury · Buitenrust · Burnside · Cadrosspark · Caledonia · Campenburg · Cannewapibo · Catharina Sophia · Clevia  · Cliffort-Kokshoven · Clyde · Concordia · Concordia en een Kwart Lot · Courcabo · De Dageraad · De Goede Vriendschap · De Resolutie · De Vier Hendrikken · Diamond · Dijkveld · Domburg · Dordrecht · Eendragt · Elisabeth's Hoop · Ellen · L'Espérance (Nickerierivier) · L'Espérance (Surinamerivier) · Esthersrust · Fairfield · Fortuin · Flora · Florentia · Frederiksburg · Frederiksdorp · Frederikslust · Geertruidenberg · Geyersvlijt · Glensander · Gloria · Groot Chatillon · Groot Marseille · Guadeloupe · Hague · Hamburg · Hamilton · Hamptoncourt · Hannover · Hazard · Hebron · Hecht en Sterk · Hooyland · Hope · Houttuin · Huntly · Huwelijkszorg · Inverness · Jagtlust · Jodensavanne · Johan & Margaretha · Johanna Catharina · Johanna Maria · Johannesburg · John · Katwijk · Kent · Kerkshoven · Killenstein · Klein Bellevue · Kleinhoop · Krappahoek · Kroonenburg · Kwatta · La Jalousie · La Prosperité · La Rencontre · La Ressource (Saramacca) · La Ressource (Surinamerivier) · La Singularité · Laarwijk · Leasowes · Leliëndaal · Leonsberg · Livorno · Longmay · Lunenburg · Lust en Rust · Lustrijk · Maasstroom · Margarethenburg · Maria Petronella · Mariënbosch · Mariënburg · Margaretha's Gift · Mary's Hope · Meerzorg · Merveille · Moed en Kommer · Mon Bijou · Mon Souci · Mon Trésor · Monnikendam · Mopentibo · Morgenster · Moy · Nieuw Mocha · Nieuwzorg · Nieuwe Aanleg · De Nieuwe Grond · Nijd en Spijt · Novar · Nursery · Nut en Schadelijk · Onoribo · Onverwacht · Oranibo · Ornamibo · Overbrug · Overtoom 
· Oxford · Palestina · Paradise · Persévérance · Petersburg · Picardië · Peperpot · Pieterszorg · Plaisance · Poelwijk · Potosie · Purmerend · Reijnsdorp · Reijnsfort · Rijnberk · Roosenburg · Rorac · Rust en Werk · Rustenburg · Saltzhalen · Sans Souci · Saphir · Sarah · Sardam · Schaapstede · Schoonoord · Sinabo en Gelre · Sint Barbara · Sint Eustatius · Slootwijk · Sorgvliet · Spieringshoek · Standvastigheid · Suidwijn · Suzanna's Daal · Toevlugt (Surinamerivier) · Tout Lui Faut · Toledo · Totness · Tyronne · 't Vertrouwen · Victoria · Vierkinderen · Visserszorg · Voorburg · Voorzorg (Saramacca) · Vossenburg · Vredenburg · Vriendsbeleid en Ouderzorg · Vreeland · Waltonhall · Waldijk · Waterloo · Wederzorg · Welbedacht · Welgelegen (Commewijne) · Welgelegen (Coronie) · Welgevallen · Weltevreden · Wolffs Capoerica · Wolfenbüttel · 't Ylant · Zoelen · Zorg en Hoop (hout) · Zorg en Hoop (indigo) · Zorg en Hoop (katoen) · Zorg en Hoop (suiker)